# Нерђајући челик
Нерђајући челик, или како га често жаргонски називају ростфрај, инокс, прохром (  — „нерђајући челик”), је челик легиран у првом реду хромом и никлом, који сачињавају најмање 10,5%. Нерђајући челик је познат по отпорности на рђање, те се између осталог користи за прибор за храну.
Нерђајући челик не кородира одмах, не рђа нити се мрља водом као остали челици. Ипак, није потпуно отпоран на мрље у ниско-оксидираним, високо-сланим, нити у околинама са слабом циркулацијом ваздуха.
За смањење мрљања, подлога нерђајућег челика мора се држати чистом током процеса старења када кисеоник реагује с подлогом при формирању заштитног слоја хром-оксида. Једном када се деси овај процес, површина постаје доста отпорнија на мрље.
Постоје различити степени и завршне обраде површине нерђајућег челика који одговарају околини коју легура мора поднети. Нерђајући челик се користи где су потребна механичка својства челика и отпорност на корозију.
Нерђајући челик се разликује од угљеничног челика по садржају хрома. Незаштићени угљенични челик рђа одмах под утицајем ваздуха и влаге. Овај филм од жељезног оксида (рђа) активан је и убрзава корозију што олакшава креирање додатног жељезног оксида. Пошто жељезни оксид има нижу густину од челика, слој се шири и тежи да се љушти и отпада. Упоредо, нерђајући челици садрже довољно хрома да би се подвргли пасивизацији, правећи инертан слој хром-оксида на површини. Овај слој спречава даљу корозију блокирањем дифузије кисеоника на површину челика и зауставља ширење корозије унутар главнине метала. Пасивизација се дешава само када је однос хрома довољно висок и када је у њему присутан кисеоник.
Отпорност нерђајућег челика на корозију и мрље, лако одржавање и фамилијаран сјај чине га идеалним материјалом за вишеструке намене. Легура се топи у намотаје, плоче, листове, траке, жице и цеви да би се потом користила у кухињи, есцајгу, домаћинству, за инструменте у медицини, у великим апаратима, у индустријској опреми (на пример, у рафинеријама шећера) те као аутомобилска и ваздушна конструкцијска легура и конструкцијски материјал за велике зграде. Резервоари за складиштење и танкери који се користе за транспорт сока и остале хране обично су направљени од нерђајућег челика, због отпорности на корозију. Ово такође утиче на употребу у комерцијалним кухињама и погонима за обраду хране, јер се инокс може парно очистити и стерилизовати те не захтева бојење (фарбање) нити остале обраде површине.

## Етимологија
Реч инокс долази од француске речи , што значи „неоксидирајући”. Користи се и назив ростфрај, од немачке речи , што значи „отпоран на рђање”. Назив прохром долази због високог удела хрома у овом челику.

## Особине
Нерђајући челици поседују низ изузетних особина које их разликују од осталих класа челика. Као прво корозионо су резистентни, захваљујући првенствено утицају легирајућег елемента хрома, у широком спектру корозионо агресивних средина. Ништа мање необична особина је немагнетичност аустенитних нерђајућих челика коју дугују у првом реду никлу као легирајућем елементу, који стабилизује високотемпературну, немагнетичну, површински центрирану кубну модификацију железа - аустенит.

### Оксидација
Висока отпорност на оксидацију у ваздуху при температури амбијента нормално се постиже са додатком од најмање 13% (по тежини) хрома, те до 26% у грубим срединама. Хром формира слој пасивизације од хром(III) оксида (2O3) када се изложи кисеонику. Слој је претанак да би се видео, док метал остаје глатак и сјајан. Слој је отпоран на воду и ваздух, штитећи метал испод, те се овај слој брзо реформира ако је површина огребана. Ова појава се назива пасивизацића те је присутна и код осталих метала, као што су алуминијум и титанијум. На отпорност на корозију може се негативно утицати ако се компонента користи у неоксигенизираној средини, типични пример су подводни вијци кобилице закопани у дрво.
Када се делови нерђајућег челика, као што су завртке и вијци, форсирају заједно, слој оксида се може састругати, омогућавајући да се два дела заваре заједно. Када се насилно одвоје, заварени материјал може бити растрган и подеран, деструктиван учинак познат као хабање. Хабање се може избећи кориштењем различитих материјала за делове који се спајају, на пример бронза и нерђајући челик, или чак различити типови нерђајућих челика (мартензитни насупрот аустенитног). Ипак, две различите легуре електрично спојене у влажној, чак благо киселој околини могу се понашати као волтин стуб и кородирају брже. Легуре с азотом, направљене селективним легирањем с манганом и азотом, могу имати смањену тежњу за хабањем. Додатно, навојне везе могу бити подмазане да омогуће филм између два дела и спрече хабање. Нискотемпературно карбуризовање је следећа опција која виртуелно елиминише хабање и допушта кориштење сличних материјала без ризика од корозије и потребе за подмазивањем.

### Киселине
Нерђајући челик је генерално високоотпоран на нагризања киселина, али овај квалитет зависи од врсте и концентрације киселине, температуре околине и врсте челика. Тип 904 је отпоран на сумпорну киселину на собној температури, чак и у великим концентрацијама; типови 316 и 317 су отпорни испод 10%; и тип 304 не треба користити у присуству сумпорне киселине при било којој концентрацији. Све врсте нерђајућих челика отпорне су на фосфорну киселину, типови 316 и 317 више него 304; типови 304Л и 430 су били успешно кориштени са нитратном киселином. Хлороводонична киселина оштећује било који нерђајући челик, те је треба избегавати.

### Базе
Серије 300 нерђајућих челика нису под утицајем било које слабе базе попут амонијум-хидроксида, чак и у великим концентрацијама и високим температурама. Исти разреди нерђајућег челика изложени јачим базама попут натријум-хидроксида при великим концентрацијама и високим температурама ће највероватније искусити пуцање, нарочито са растворима који садрже хлориде попут натријум хипохлорита.

### Органска једињења
Типови 316 и 317 су корисни за складиштење и управљање сирћетном киселином, посебно у растворима где је комбинована са мрављом киселином и када проветравање није присутно (кисеоник помаже заштитити нерђајућег челика под таквим условима), мада 317 даје највећи ниво отпорности на корозију. Тип 304 је такође често кориштен са мрављом киселином мада тежи да обезбоји раствор. Сви разреди имају отпорност на штету од алдехида и амина, мада у другом случају разред 316 је бољи од 304; целулозни ацетат ће оштетити 304 осим ако се температура не држи ниском. Масти и масне киселине утичу само на разред 304 при температурама испод 150  °C, а разред 316 изнад 260  °C, док 317 није под утицајем при било којим температурама. Тип 316Л је потребан за процесовање урее.

### Електромагнетизам
Као и челик, нерђајући челик је релативно лош проводник електрицитета, са значајно нижом електричном проводности од бакра. Остали метали у контакту с нерђајућим челиком, посебно у влажном и киселом окружењу, могу трпети електрохемијску корозију чак и када је нерђајући метал ван утицаја.
Феритни и мартензитни нерђајући челици су магнетични. Прекаљени аустенитни нерђајући челици су немагнетични. Извлачење може учинити аустенитни нерђајући челик благо магнетичним.

## Хемијски састав
Најчешће коришћени нерђајући челик у свакодневном животу је свакако X5CrNi18-10 (ДИН Ознака 1.4301, 18/10). Ради се о још 1912. године патентираном „V2A“ (  = Пробни растоп број 2), релативно меком, никлом и хромом легираном, немагнетичном, по микроструктури аустенитном челику, који се и данас употребљава за израду посуђа и сл.
За алате и сечива користе се тврђи мартензитно-феритни челици који поред хрома садрже ванадијум и молибден и за разлику од аустенитних нерђајућих челика, магнетични су. Типичне легуре тог типа су: X30Cr13 и X50CrMoV15.
Отпорност нерђајућих челика према корозији опада са повећањем масеног удела угљеника. Због високог афинитета ка стварању карбида хром дифундује у област граница зрна где ствара крти хром карбид. Пошто антикорозивно својство нерђајућих челика у првом реду обезбеђује хром као легирајући елемент, осиромашење основе хромом узрокује мању отпорност на интеркристалну корозију (види слику 3). Да би се спречило издвајање нежељеног хром-карбида додају се Nb или Ti који имају већи афинитет према угљенику од хрома. На тај начин стабилизовани чисто феритни челици са 12 до 18% хрома као X2CrTi12 (1.4512), X2CrTiNb18 (1.4509), X3CrTi17(1.4510) представљају данас најважнију групу нерђајућих челика са широком употребом.

### Стандарди
| -Норма Идентификациони број материјала | -Норма Скраћеница | Ознака | Норма |
| -------------------------------------- | ----------------- | ------ | ----- |
| 1.4016                                 |                   | 430    |       |
| 1.4509                                 |                   | 441    |       |
| 1.4510                                 |                   | 439    |       |
| 1.4512                                 |                   | 409    |       |
| 1.4526                                 | X6CrMoNb17-1                | 436    |       |
| 1.4310                                 |                   | 301    |       |
| 1.4318                                 |                   |        |       |
| 1.4307                                 |                   |        |       |
| 1.4306                                 |                   |        |       |
| 1.4311                                 |                   |        |       |
| 1.4301                                 |                   | 304    |       |
| 1.4948                                 |                   |        |       |
| 1.4303                                 |                   | 305    |       |
| 1.4541                                 |                   | 321    |       |
| 1.4878                                 |                   |        |       |
| 1.4404                                 |                   |        |       |
| 1.4401                                 |                   | 316    |       |
| 1.4406                                 |                   |        |       |
| 1.4432                                 |                   |        |       |
| 1.4435                                 |                   |        |       |
| 1.4436                                 |                   | 316    |       |
| 1.4571                                 |                   |        |       |
| 1.4429                                 |                   | 316LN  |       |
| 1.4438                                 |                   |        |       |
| 1.4539                                 |                   |        |       |
| 1.4547                                 |                   |        |       |

У табели 1 су дати општи подаци о стандардним ознакама нерђајућих челика.

## Примена
Примена нерђајућих челика је у данашње време веома разнолика најчешће се користи у прехрамбеној индустрији (AISI 304) због својих нерђајућих и анти магнетичких својстава а самим тим и високог степена стерилности материјала.
У новије време на тржишту је доста доступан у квалитету (AISI 430) који се доста успешно користи за декоративне сврхе кад је реч о опремању ентеријера и простора који нису изложени агресивним атмосферским утицајима. Код овог квалитета је специфично то што није анти магнетан и нема толики степен отпорности као 304 али је истовремено и цена на тржишту знатно нижа, овај нерђајући челик се још популарно назива и водоотпорни.